# 伊尼格馬峰
伊尼格馬峰（英語：Enigma Peak）是南極洲的山峰，位於帕爾默地的羅斯柴爾德島，屬於德斯科山脈的一部分，海拔高度1,000米，在1821年由沙皇俄國海軍軍官法比安·戈特利布·馮·別林斯高晉發現，現時由南極條約體系管理。

## 外部連結
. . United States Geological Survey.   [2012-01-13].
69°34′S 72°44′W / 69.567°S 72.733°W